# Баукова, Александра Петровна
Александра Петровна Баукова (13 января 1928, Грачевка, Нижне-Волжский край — 5 апреля 1998, Белоусовка, Восточно-Казахстанская область) — флотатор Белоусовской обогатительной фабрики Иртышского полиметаллического комбината, Герой Социалистического Труда (1971).

## Биография
Родилась в деревне Грачевка Петровского района Саратовской области.
Член КПСС с 1963 года.
С 1947 года работала на Белоусовской обогатительной фабрике Иртышского полиметаллического комбината: насосница, с 1948 флотатор, старший флотатор, мастер смены, с 1975 пробораздельщик.
В восьмой пятилетке её смена выполнила план по извлечению свинца на 101,6 %, цинка — на 105,5, меди — на 102,4 %, план по выпуску металлов в концентраты: свинца — на 102,2, цинка — на 105,3, меди — на 112,1 %.
Обучила профессии флотатора около 40 человек.
За выдающиеся успехи в развитии цветной металлургии Указом Президиума Верховного Совета СССР от 30 марта 1971 года присвоено звание Героя Социалистического Труда.
Награждена орденом Трудового Красного Знамени (1960), медалями «За трудовое отличие» (1954), «За доблестный труд. В ознаменование 100-летия со дня рождения Владимира Ильича Ленина» (1970).
Избиралась делегатом XXIII съезда КПСС.
С 1980 года на пенсии.